# Власко, Юрий Владимирович
Юрий Владимирович Власко (14 марта 1997 года, Осинский район, Иркутская область, Россия — 29 июля 2017 года, Горячинск, Прибайкальский район, Бурятия, Россия) — российский борец. Двукратный победитель первенства Европы (2015, 2016) среди юниоров, победитель Межконтинентального Кубка «Алроса», обладатель Кубка России, чемпион международных турниров в Иране, Турции, турнира на призы Главы Бурятии и многих других. Выступал в весовой категории до 96 кг.

## Биография
Юрий Владимирович Власко родился 14 марта 1997 года в Осинском районе Иркутской области. C 10 лет увлекался греко-римской борьбой, тренируясь в клубе «Спарта». После переезда в Бурятию, занялся вольной борьбой. Под руководством Махутова тренировался в иркутской академии.
Юрий Владимирович Власко был убит 29 июля 2017 года на берегу Байкала ударом ножа в шею во время массовой драки между своими друзьями и тремя незнакомцами. Убийцы задержаны и спустя полтора года были приговорены к длительным срокам лишения свободы.
Евгений Мункуев, наносивший удары ножом приговорен к 17 годам заключения, — сообщили в пресс-службе СУ СК России по Иркутской области. — Антону Санжиеву назначено 16,5 лет лишения свободы. Они отправятся отбывать срок в колонию строгого режима. Как и третий их приятель, Евгений Бадмаев, который также находился в компании нападавших и стрелял из своего травматического пистолета «Grand Power T12-F» по стоявшим рядом людям, которые могли помешать убийству Юрия. Ему предстоит провести за решеткой 12 лет. Доказано, что он ещё угрожал оружием двум полицейским, которые пытались задержать его.

## Мнения
Михаил Мамиашвили:
Юрий Власко погиб, светлая память ему. В голове не укладывается это. Страшная трагедия. Юра — душа компании, совершенно лишён какой бы то ни было агрессии. Мальчик был удивительный! У Власко были колоссальные перспективы, мы возлагали на него серьёзные надежды. Спортивная борьба была огромной частью его жизни.
Анатолий Маргиев:
Юра входил в молодёжную сборную России и был одним из самых перспективных наших спортсменов-полутяжей, он весил около 100 килограммов. А в жизни он был тихим, спокойным и вежливым человеком. Очень жаль, что всё так произошло с Юрой.

## Память
16-17 ноября 2018 года в Улан-Удэ прошёл I Международный турнир по вольной борьбе среди юниоров памяти Юрия Власко.